# Emperor
Pour l’article homonyme, voir Emperor (film).
Emperor est un groupe de black metal norvégien, originaire de Notodden, dans le Comté de Telemark. Formé en 1991, le groupe est considéré comme un des pionniers du black metal symphonique,,. Il se sépare en 2001, puis se réunit en 2005 jusqu'en 2007, pour quelques dates de tournées nord-américaines, puis se réunit de nouveau en 2014. Le groupe est fondé par Ihsahn (guitare et chant) et Samoth (guitare).

## Biographie

### Débuts (1991–2000)

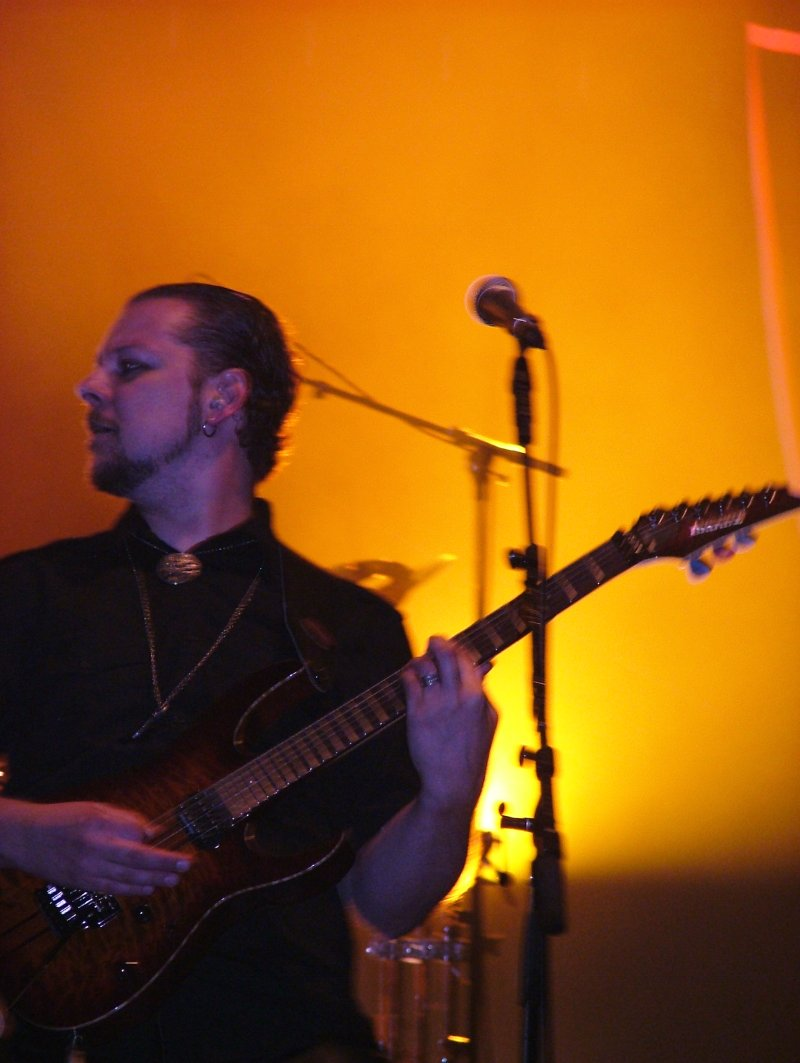
Ihsahn en concert au Hellfest, en 2007.

Emperor débute en 1991 avec Samoth (batterie et guitare), Ihsahn (guitare et chant) et Mortiis (basse). Précédemment un groupe de death metal, du nom de Thou Shalt Suffer, la formation adopte le style black metal et son nom actuel lorsqu'Ihsahn et Samoth rencontrent Euronymous aux alentours de 1991. La première démo, Wrath of the Tyrant (1992), attire l'attention de la maison de disques Candlelight. S'ensuivit à la fin de la même année la démo éponyme Emperor. Peu après, le groupe signe un contrat qui leur permet notamment de sortir Emperor en split avec Hordanes Land, d'Enslaved. Samoth s'occupe désormais de la guitare, Ihsahn du chant et de la guitare et Bård Faust rejoint le groupe à la batterie. Mortiis quitte le groupe pour s'occuper de son projet de musique ambient et est remplacé par Tchort. Emperor commence ensuite à travailler sur leur premier album complet, In the Nightside Eclipse, en été 1993. Le groupe, à ce moment, commence à faire des concerts en Norvège et en Angleterre.
À la suite d'une série d'événements en 1992 et 1993 en Norvège (meurtres, incendies d'églises), Samoth est incarcéré pour incendie criminel et Bård Faust pour meurtre. Tchort est aussi poussé à quitter le groupe à la suite d'une enquête policière (il ne sera jamais incarcéré, mais ne reviendra plus dans Emperor). Le groupe est désormais en suspens, ne restant qu'Ihsahn en liberté, qui continue néanmoins à composer pour un éventuel prochain album. Ce dernier ne condamne alors pas l'incendie d'église de Samoth, ainsi qu'il le dit dans une interview en 1995. Après la libération de Samoth, Trym (ex-membre du groupe Enslaved) rejoint le groupe à la batterie ainsi que Alver à la basse et la formation se remet à rouler. Emperor lance ainsi Anthems to the Welkin at Dusk au début de 1997. La cinquième piste de l'album, The Loss and Curse of Reverence est arrangée peu de temps après dans un vidéoclip, parmi un des premiers dans le black metal. Plusieurs magazines spécialisés dans le metal extrême, tels Terrorizer, et Metal Maniacs décernent à Anthems to the Welkin at Dusk le titre d'album de l'année. Alver quitte le groupe, peu de temps après la sortie d'Anthems. Le groupe, réduit alors à trois membres (Ihsahn s'occupant de la basse), enregistre IX Equilibrium et fait des tournées en Europe et aux États-Unis.

### Divers événements et séparations (2001–2007)
En 2000, Samoth et Trym décident d'aller davantage en direction du death metal (formation du groupe Zyklon), pendant qu'Ihsahn explore les côtés plus artistiques et progressifs de la musique extrême, comme le démontre son projet Peccatum avec sa femme Ihriel. Le groupe décide de se dissoudre en 2001, après le lancement de leur album final, Prometheus: the Discipline of Fire and Demise, album composé entièrement par Ihsahn. Après cet album, la formation norvégienne se sépare pour des raisons personnelles et judiciaires, et par suite des divergences musicales déjà mentionnées. Depuis, Samoth et Trym ont joué du black/death metal avec le groupe Zyklon (2003-2006). En 2005, Samoth fait partie du groupe de thrash metal Scum où il officie au poste de guitariste, accompagné de Bård Faust, ancien batteur d'Emperor et remis en liberté en 2004, et de Casey Chaos du groupe de punk rock américain Amen. Il fonde The Wretched End (death/thrash metal). Ihsahn, après avoir sorti quelques albums pour Peccatum, se lance dans une carrière solo. Le premier octobre 2005, le groupe annonce son retour sur scène, du moins pour quelques concerts. Entre autres, la formation apparaît en tête d'affiche au festival Inferno de Norvège, de même qu'au festival metal, le Wacken Open Air en 2006, ainsi que le Hellfest en France en 2007.

### Reformation (depuis 2013)
Au mois d'août 2013, Ihsahn, qui se produisait au Wacken Open Air, a donné une conférence de presse avec un invité surprise : Samoth. Une annonce officialise dans la foulée que Ihsahn et Samoth joueront ensemble une série de concerts en 2014. Bård Faust confirme sa présence pour les futurs concerts que donneront les norvégiens. Pour rappel, Faust se trouvait derrière les fûts sur l'album In the Nightside Eclipse sorti en 1994, dont le groupe célèbrera les vingt ans en 2014. Pour ce qui est d'un nouvel album, il semblerait que ce ne soit pas en projet. Lors de la première annonce de l'organisation du festival, le groupe est dévoilé dans la programmation du Hellfest 2014.
En août 2016, le groupe annonce qu'il se reformera en 2017 à l'occasion des vingt ans de la sortie d'Anthems to the Welkin at Dusk. Il donnera 7 concerts, dont un au Hellfest, durant lesquels il interprétera cet album dans son intégralité. Contrairement à la reformation de 2014, le poste de batteur est occupé par Trym Torson.

## Membres

### Membres actuels
- Vegard Sverre « Ihsahn » Tveitan (Vegard Sverre Tveitan) - chant, guitare, basse, claviers (1991-2001, 2005-2007, 2014)
- Tomas « Samoth » Haugen (Tomas Thormodsaeter Haugen) - guitare (1991-2001, 2005-2007, 2014)
- Trym (Kai Johnny Mosaker) - batterie (1996-2001, 2005-2007, 2017)

### Anciens membres
- Mortiis (Håvard Ellefsen) - basse (1991-1992)
- Tchort (Terje Vik Schei) - basse (1993-1994)
- Alver (Jonas Alver) - basse (1995-1998)
- Bård « Faust » Eithun - batterie (1992-1994, 2014)

### Membres live
- Secthdaemon (Odd Tony) - basse (2005-2007, 2014, 2017)
- Einar Solberg - claviers (2005-2007, 2014, 2017)

### Musiciens invités
- Sur le titre Moon Over Kara-Shehr, apparaissant sur la compilation, Nordic Metal - A Tribute To Euronymous[16] (édité en 1995, par Necropolis Records) ; Hellhammer joue la batterie et Steinar Sverd Johnsen joue le synthétiseur (enregistré pendant l'été 1994).
- Sur leur reprise de Gypsy, du groupe danois Mercyful Fate, apparaissant sur la réédition de leur premier album In The Nightside Eclipse. Le synthétiseur est joué par Joachim Rygg (du groupe Tartaros) et est crédité sous le pseudonyme Charmand Grimloch[17]

## Discographie

### Albums studio
- 1994 : In the Nightside Eclipse
- 1997 : Anthems to the Welkin at Dusk
- 1999 : IX Equilibrium
- 2001 : Prometheus: The Discipline of Fire & Demise

### Démos et EPs
- 1992 : Call From the Grave
- 1992 : Wrath of the Tyrant
- 1992 : Emperor
- 1993 : As the Shadows Rise
- 1997 : Reverence

### Splits
- 1994 : Hordanes Land
- 1999 : [Thorns vs. Emperor
- 2000 : True Kings of Norway

### Albums live
- 1997 : Conquering Europe - Live in Rotterdam - Bootleg
- 1999 : Strasbourg in Fire - Bootleg
- 2000 : Emperial Live Ceremony
- 2009 : Live In Frostland
- 2009 : Live Inferno

### Compilations
- 2003 : Scattered Ashes: A Decade of Emperial Wrath

## Vidéographie
- 1997 : The Loss and Curse of Reverence
- 2000 : Emperial Live Ceremony
- 2001 : Empty
- 2009 : Live Inferno